# Михаиловска палата
Михајловска палата (рус. Михайловский дворец) је палата великог војводе у Санкт Петербургу, у Русији. Налази се на Тргу уметности и пример је ампир стила неокласицизма. У палати се тренутно налази главна зграда Руског музеја и приказују се збирке ране уметности, народне уметности и уметности из осамнаестог и деветнаестог века.
Првобитно је планирана као резиденција великог војводе Михаила Павловича, најмлађег сина цара Павла I. Радови још нису почели на Михаиловској палати, када је Павле збачен и убијен у пучу у палати који је довео Михаиловог старијег брата на престо као Александра I. Нови цар је оживео идеју о новој палати када је Михаил имао 22 године, а Карло Роси је направио планове за развој ове нове палате у Санкт Петербургу. Палата, изграђена у неокласичном стилу, постала је средишњи део комплекса који је заузео нове улице и тргове. Била је раскошно уређена, а унутрашњост је коштала више од главних грађевинских радова. Император је поклонио палату великом војводи Михаилу и његовој новој жени, Елени Павловној, 1825. Велика војводска породица имала је удобне станове намештене по њиховом индивидуалном укусу. Велики војвода Михаило је тамо обављао неке од својих војних дужности, док је његова супруга била домаћин салона који су окупљали многе од водећих чланова друштва и културе Санкт Петербурга. Велика војвоткиња је наставила са овим начином живота и након смрти свог мужа 1849. године, све до своје смрти 1873. године. Палата је пренета ћерки пара, великој војвоткињи Катарини Михајловној.
Током година свог боравка, породица је реновирала собе у палати у складу са савременим укусима. У време смрти Велике војвоткиње Катарине 1894. велике собе више нису биле у редовној употреби — породица је углавном живела у крилима палате. Смрћу Велике војвоткиње, палату су наследила њена деца, која су била и чланови породице војводе од Мекленбург-Стрелица. Цар Александар III је због тога одлучио да је откупи за државу. Умро је пре него што је то могло да се оствари, али је преговоре у име његовог сина, цара Николаја II, водио министар финансија Сергеј Вите. Николај га је поклонио новооснованом Руском музеју, у част његовог оца, са задатком да сакупља и приказује домаћу уметност. Палата је опсежно реновирана како би одговарала својој новој улози, а неки од ентеријера су задржани. Једно крило је срушено и поново изграђено, касније је постало Руски етнографски музеј, док је ново проширење, Беноа крило, додато 1910-их.

## Историја
Палата је пројектована као резиденција великог војводе Михаила Павловича, најмлађег сина цара Павла I. По Павловом налогу требало је да се од 1798. године за изградњу палате годишње издваја неколико стотина хиљада рубаља. Године 1801. Павле је свргнут и убијен у дворском пучу, а његов наследник је ступио на престо као Александар I. Нови цар је одлучио да испуни очеву жељу и дао је одобрење за изградњу нове палате када је Михаил имао 21 годину  До тада је сакупљено око 9 милиона рубаља. Дизајне је израдио Карло Роси 1817. Прво је предложена локација Воронцовске палате, а затим резиденције Чернишев, која је касније постала место Марински палате. Обе опције је Александар I одбацио као непотребно скупе и сложене, уместо тога је одабрао нову локацију у центру града.
Локација која је на крају изабрана био је простор који је раније био мало развијен, између ушћа реке Фонтанке и Мојке, канала Грибоједова и Невског проспекта. Коришћена је као башта и простор за лов, а у близини се налазио Летњи дворац царице Јелисавете, а касније и Михаиловски дворац цара Павла. Роси је кренуо у развој новог архитектонског комплекса, који би укључивао не само нову палату, већ и трг и две нове улице. Две постојеће улице требало је да буду проширене и укључене у целокупну архитектонску целину.
Почетком априла 1819. године створена је „Комисија за изградњу палате великог кнеза Михаила Павловича“. Свечано полагање темеља обављено је у лето те године, а изградња је почела 26. јула. [a] Архитекта Адам Менелас је такође поставио врт за палату са погледом на Марсово поље, који је постао познат као Михаиловски врт. Као што је било уобичајено за руске грађевинске пројекте, грађевински радови су извођени само у топлим годишњим добима како би се осигурала поузданост и издржљивост радова, док се зима проводила у прикупљању грађевинског материјала и раду на дизајну и прорачунима.
Главно језгро палате изграђено је између 1819. и 1820. године, а крила су додата следеће године; до краја 1822. највећи део изградње је завршен. Дизајн ентеријера и декорација завршени су у наредне две године. Велики војвода Михаило се у фебруару 1824. оженио принцезом Шарлотом од Виртемберга, која је узела име Елена Павловна, а средином следеће године радови на палати су увелико завршени. Император Александар I посетио је нову палату и изјавио да је изузетно задовољан резултатом, уручивши Росију дијамантски прстен и орден Светог Владимира треће класе. Роси је добио и плац за изградњу сопствене куће. Палата је званично завршена 11. септембра 1825. године, када ју је цар поклонио великом кнезу Михаилу и његовим наследницима заувек. Њена изградња је трајала шест година, а коштала је 7.875.000 рубаља. Од ове суме око 4 милиона рубаља, више од половине укупних трошкова, потрошено је на његову декорацију. Одржан је велики банкет поводом тог догађаја, а Александар је сутрадан кренуо на пут на југ, где је и умро. Велики кнез Михаило и његова нова жена уселили су се у свој нови дом из својих станова у Зимском дворцу.

## Изглед
Палата се састоји од централног блока са два крила у коме су смештени услужни простори. Западно крило је названо крило Фрејлинског, или крило за даме које чекају, а источно крило Мањежног или крило дворане за јахање. За штале је коришћена посебна помоћна зграда код крила Мањежног, а друга помоћна зграда, перионица, смештена је на углу улица Инжењерније и Садове. Палата је гледала на Михаиловски трг, сада Трг уметности. Њену фасаду чини рустични доњи спрат испод портика Piano nobile, лођа са коринтском колонадом од осам стубова која подржава троугласти фронтон са оклопним декорацијама Степана Пименова и Василија Демута-Малиновског. Улазно степениште је окружено са два лава Медичи, специјално изливена за палату 1824. Лукови и прозори првог спрата украшени су каменим лављим главама. Фасада окренута ка Михаиловском врту састоји се од велике лође-колонаде, док коринтске колонаде украшавају крила зграде.
На доњем спрату се налазе приватни станови, на првом спрату су били службени апартмани, плесне сале и кабинети. У југоисточном углу међуспрата налазила се кућна капела Архангела Михаила, а у приземљу кухиње. Улаз води у велики вестибулум са барељефима, коринтском колонадом, плафоном и светларником. Дизајн палате је постао међународно познат и поштован. Након што је чуо извештаје свог амбасадора у Русији, Гранвила Левесона-Гауера, 1. грофа Гранвила, краљ Уједињеног Краљевства Џорџ IV је затражио од руског цара модел палате. Један је направио Николај Тарасов, дужине два метра и ширине два метра, коју је цару предао Тарасовљев брат Иван.
У Плаву галерију се улазило кроз врата окружена каријатидама Степана Пименова, која су водила у велику трпезарију, са засвођеним плафоном са grisaille кесонима. Пролаз је водио кроз мермером украшену плесну дворану до дневних соба, а затим и кабинета. Док су оне велике војвоткиње Елене биле посебно луксузне, кабинети великог војводе Михаила били су више спартански. Амбасадор Левесон-Гауер је написао да је „једино место где је велики војвода дозволио сјај и луксуз била богата и разноврсна колекција оружја, оклопа, шлемова, опреме, артиљерије и других топова у савршеном стању". Алберт Николајевич Беноа је приметио да су „у радној соби и библиотеци великог војводе биле збирке ретких књига, гравура, нумизматике, много величанствене уметности. На зидовима сале су били свуда окачени трофеји, углавном сабље, мачеви, транспаренти, платна са војним темама и портрети“  . Међу трофејима су била и три топа која су одиграла важну улогу током приступне кризе 1825. године, када су коришћена за чишћење декабриста са Петровог трга. Великом војводи их је поклонио његов брат, цар Николај I. 

## Живот у палати
Велики војвода Михаило је често био ангажован својим војним послом, често је био домаћин комисијама у палати и држао аудијенције са војним особљем. Слуге су често били војни ветерани, а једно време је и генерал-мајор Отаџбинског рата 1812, Дмитриј Василчиков живео у палати. Велики војвода Михаило је умро 1849. године, а палата је припала његовој удовици, великој кнегињи Елени Павловној. Постала је позната као салонска хостеса, а њени гости били су песници Александар Пушкин, Фјодор Тјутчев и Василиј Жуковски. Била је мецена за уметнике као што су Александар Иванов, Карл Брјулов и Иван Ајвазовски. Један од гостију био је Николај Миклухо-Маклај, који је уз помоћ Елене Павловне и Антона Рубинштајна основао Руско музичко друштво и Санкт Петербуршски конзерваторијум. У палати су се понекад одржавали часови Друштва и Конзерваторијума. Четвртак је био дан када су се у палати састајали државници, научници, писци и уметници. Ото фон Бизмарк је био један од присутних, док је служио као пруски изасланик у Русији, а повремено ју је посећивао и цар Николај I, као и његов наследник, цар Александар II и његова супруга Марија Александровна. Такође је била позната по организовању балова у палати, једнаких баловима царске породице. Маркиз де Кустин је рекао:
„Велика кнегиња Елена за сваку свечаност коју организује, измишља, како ми је речено, нешто ново, оригинално, непознато. Групе дрвећа, осветљене одозго покривеним светлом, оставиле су фасцинантан утисак. Хиљаду и по ваза и саксија са најређим цвећем чинило је мирисни букет. Раскошне палме, банане и разне друге тропске биљке, чије је корење било сакривено под тепихом зеленила, као да су расле у родном тлу, а чинило се да је поворка плесачких парова пренета са дивљег севера у далеке тропске шуме. Тешко је замислити величанственост ове слике. Идеја о томе где се налазите је потпуно изгубљена. Све границе су нестале, све је било пуно светлости, злата, боја, одсјаја и очаравајуће, магичне илузије. Ова палата као да је створена за весеље. Никад нигде ништа лепше нисам видео.“ 
Апартман великог војводе остао је непромењен током његовог живота, иако је 1830-их, велика кнегиња Елена наредила реконструкцију њеног апартмана од стране Андреја Штакеншнајдера, у складу са савременим стиловима. Мањи кабинети су такође ажурирани током периода њеног боравка. Неколико познатих архитеката је било запослено у различитим периодима да изведу овај посао — Харалд Јулиус фон Босе је преуредио две дневне собе и две радне собе у апартману велике војвоткиње 1840-50-их, Лудвиг Бонштед је преуредио собе ћерке, велике кнегиње Катарине Михаиловне. 1850. године Александар Јуркевич је преуредио Горњу цркву палате 1857, а Роберт Гедике - музичку собу 1863. Велика војвоткиња Елена је умрла 1873. године, а палата је прешла на њену трећу ћерку, велику кнегињу Катарину Михаиловну, која се удала за војводу Георга Августа од Мекленбург-Стрелица. Нови апартман од осам соба за велику кнегињу Катарину Михаиловну и њену ћерку Јелену изграђен је 1865. године у крилу Мањежног, које је постало главна резиденција Велике кнегиње Катарине до њене смрти у априлу 1894. Кабинети Катарине Михаиловне и Фрејлински реновирани су након смрти велике кнегиње Елене. До раних 1890-их, војводска породица је углавном боравила у крилима палате, а главни кабинети су углавном били празни.
Смрћу Велике кнегиње Катарине Михаиловне 30. априла 1894. године, палата је припала њеној деци, Георгу, Михаилу и Хелени, војводама и војвоткињама од Мекленбург-Стрелица. Ово је створило политичку дилему јер су деца била технички поданици војводства Мекленбург-Стрелиц, а палата Михаиловски је требало да буде власништво породице Романов. Цар Александар III одлучио је да купи палату о јавном трошку и тамо оснује Ксењински институт, по његовој ћерки, великој кнегињи Ксенији Александровној. Александар је изненада умро 1894. пре него што је ово могло да се спроведе, а његов син и наследник наложио је министру финансија Сергеју Витеу да организује куповину палате Михаиловски. Договорена је сума од четири милиона рубаља, а 20. јануара 1895. палата је поново прешла у руке Романових. Породици у одласку било је дозвољено да узме неке од украса који се односе на породичну историју, због чега су многи лустери, врата и камини уклоњени.

## Стварање музеја
Вите је предложио да би Николај II могао да се усели у палату Михаиловски, иако је Николај више волео да остане у Зимском дворцу. У међувремену, предложени институт Ксењински је већ преузео Николајеву палату. Вите је тада предложио да би Михаиловски дворац био погодан дом за музеј руске уметности у част цара Александра III, на шта је Николај пристао. У то време Ермитаж је држао радове углавном страних уметника, са само једном просторијом за домаћу уметност. Одлучено је да се оснује нова установа посвећена руској уметности, а личним декретом Николај II је 13. 4. 1895. основао „Руски музеј цара Александра III“ и ставио у посед комплекс Михаиловске палате. Музеј је стављен под надзор великог војводе Ђорђа Михаиловича, са комисијом коју је основао професор Михаил Боткин да надгледа реконструкцију палате у музеју од стране архитекте Василија Свинина Царске академије уметности.
Реконструкција је донела значајне промене у унутрашњости палате. Врата су повећана, нека су блокирана, а створени су нови пролази. Камини, оквири и огледала су уклоњени, као и зидне слике и лајсне, а мање собе су комбиноване да би се створили већи изложбени простори. Плесна сала и велико позориште су потпуно прерађени, а прозори су попуњени и замењени кровним прозорима. Неколико Росијевих ентеријера је задржано, иако је реконструкција изведена у неокласичном стилу како би се уклопила са оригиналним дизајном. Постављени су и бетонски плафони за заштиту од пожара у поткровљу, а ремонтован је и систем централног грејања, а и примењене су мере за побољшање вентилације и водоснабдевања. Главни грађевински радови завршени су до пролећа 1896. године, након чега су отпочели радови на ентеријеру, у којима су учествовали уметници Н. Блинов, Н. Будаков, А. Боравски; вајари Амандус Адамсон и столар С. Волковски. Комисија је извршила коначну проверу рада 28. фебруара 1898. и била је потпуно задовољна. Музеј је званично отворен 7. марта 1898.

### Беноа крило
За привремене уметничке изложбе између 1910. и 1912. године између крила Фрејлинског и канала Грибоједова саграђена је самостојећа зграда од стране архитеката Леона Беноа и Сергеја Овсјаникова. Основана је 27. јуна 1914. године, али су радови обустављени за време Првог светског рата, а завршени су тек 1919. године. Припојена је Руском музеју почетком 1930-их, а новембра 1941. током опсаде Лењинграда, зграду су погодиле две експлозивне бомбе. Статуа Александра III која је стајала у дворишту палате такође је погођена бомбом током рата, али је била прекривена песком и балванима и избегла је оштећења. Радови на рестаурацији обављени су између 1947. и 1963. Године 1958. изграђен је пролаз који повезује зграду са крилом Фрејлинског, од сада названим Росијево крило.

## Палата данас
У Михаиловској палати се налази главна зграда Руског музеја и користи се за излагање колекција раних уметничких дела, као и оних из осамнаестог и деветнаестог века. Улази и излази су преко доњег спрата, где се налазе билетарнице, гардеробе, продавнице, кафићи и други садржаји за посетиоце. Крило Роси, некадашње крило Фрејлинског, приказује уметност деветнаестог века и примере руске народне уметности. У крилу Беноа изложене су уметничке и привремене изложбе двадесетог века. Бивше крило Мањежног срушио је Василиј Свињин, а нова зграда изграђена је између 1900. и 1911. године, у којој се сада налази Руски етнографски музеј, у почетку етнографско одељење Руског музеја, али је основан као посебан музеј 1934. Између 2000. и 2002. поново је створена првобитна декорација дворске цркве.

## Ноте
a. ^  Two dates have been identified for the laying of the foundation stone: 17 April in The River Moyka Flows by Georgy Zuev and 14 July in Great Architects of Saint Petersburg by Yuri Ovsyannikov.